# Заболотье (Петриковский район)
Заболотье (бел. Забалоцце) — деревня в Муляровском сельсовете Петриковского района Гомельской области Беларуси.
На востоке и севере граничит с лесом.

## География

### Расположение
В 25 км на северо-восток от Петрикова, 11 км от железнодорожной станции Муляровка (на линии Лунинец — Калинковичи), 184 км от Гомеля.

### Гидрография
На юге сеть мелиоративных каналов.

## Транспортная сеть
Рядом автодорога Залесье — Петриков. Планировка состоит из прямолинейной улицы, близкой к широтной ориентации, к которой с юга присоединяются 2 короткие прямолинейные улицы. Застройка деревянная усадебного типа.

## История
По письменным источникам известна с начала XIX века как селение в Комаровичской волости Мозырского уезда Минской губернии. В 1917 году обозначена как хутор. В 1920-е годы проводилась довольно активная застройка деревни. В 1931 году организован колхоз. Во время Великой Отечественной войны в августе 1943 года оккупанты полностью сожгли деревню и убили 5 жителей. 23 жителя погибли на фронте. Согласно переписи 1959 года в составе колхоза «Большевик» (центр — деревня Куритичи). Действовала начальная школа.

## Население

### Численность
- 2004 год — 51 хозяйство, 126 жителей.

### Динамика
- 1816 год — 5 дворов, 30 жителей.
- 1940 год — 42 двора, 180 жителей.
- 1959 год — 199 жителей (согласно переписи).
- 2004 год — 51 хозяйство, 126 жителей.